# Jarosław Czubaty
Jarosław Czubaty (ur. 26 sierpnia 1961 w Warszawie) – polski historyk, profesor nauk humanistycznych, profesor Uniwersytetu Warszawskiego, autor podręczników do nauki historii w szkole średniej.

## Życiorys
Jest synem Stanisława i Danuty Czubatych. Ojciec (zm. 2008) był pedagogiem-rusycystą, wychowawcą wielu pokoleń młodzieży, współorganizatorem drużyn walterowskich, w latach 1967–1987 dyrektorem XXVII Liceum Ogólnokształcącego im. Tadeusza Czackiego w Warszawie, nauczycielem w XVII Liceum Ogólnokształcącym im. Andrzeja Frycza Modrzewskiego w Warszawie. Matka (zm. 2012) również była nauczycielem i dyrektorem Szkoły Podstawowej nr 187 im. Adama Mickiewicza w Warszawie.
Ukończył XLI Liceum Ogólnokształcącego im. J. Lelewela w Warszawie.
Podczas studiów był współzałożycielem "Teki historyka", a także działał w Samorządzie Studentów. W 1986 uzyskał magisterium na UW, w 1996 doktorat (promotorem był Jerzy Skowronek), a w 2006 habilitację na tej samej uczelni. Od 2011 profesor UW, a od 2021 profesor zwyczajny.
W latach 1986–1996 pracował w Instytucie Krajów Rozwijających się UW, a od 1996 pracuje w Instytucie Historycznym Uniwersytetu Warszawskiego. Od 2012 do 2020 przewodniczący Rady Naukowej Instytutu Historycznego UW. W 2020 był Przewodniczącym Rady Naukowej Dyscypliny Historia.
Badawczo zajmuje się przemianami społecznymi, mentalnością polityczną, ideologiami, historią wojskową lat schyłku XVIII i pierwszej połowy XIX w.

## Wybrane publikacje[8]
- Wodzowie i politycy. Generalicja polska lat 1806–1815, (Viator, Warszawa 1993, ISBN 83-85770-04-6)
- Nowożytność : podręcznik : liceum ogólnokształcące : zakres rozszerzony (Wydawnictwo Szkolne PWN, Warszawa, 2005 r., ISBN 83-7446-035-0)
- Rosja i świat : wyobraźnia polityczna elity władzy imperium rosyjskiego w początkach XIX wieku („Neriton”, Warszawa, 1997 r., ISBN 83-86842-20-2)
- Warszawa 1806–1815 : miasto i ludzie („Neriton”, Warszawa, 1997, ISBN 83-86842-07-5)
- Zasada „dwóch sumień”: normy postępowania i granice kompromisu politycznego Polaków w sytuacjach wyboru (1795–1815) („Neriton”, Warszawa, 2005 r., ISBN 83-89729-18-0)
- Księstwo Warszawskie (1807–1815), (Wydawnictwa UW, Warszawa, 2011, ISBN 978-83-235-0811-3
- The Duchy of Warsaw 1807–1815. A Napoleonic Outpost in Central Europe, London - Oxford - New York - New Delhi - Sydney 2016, ISBN HB 978-1-4725-2357-0